# إطارات الشتاء

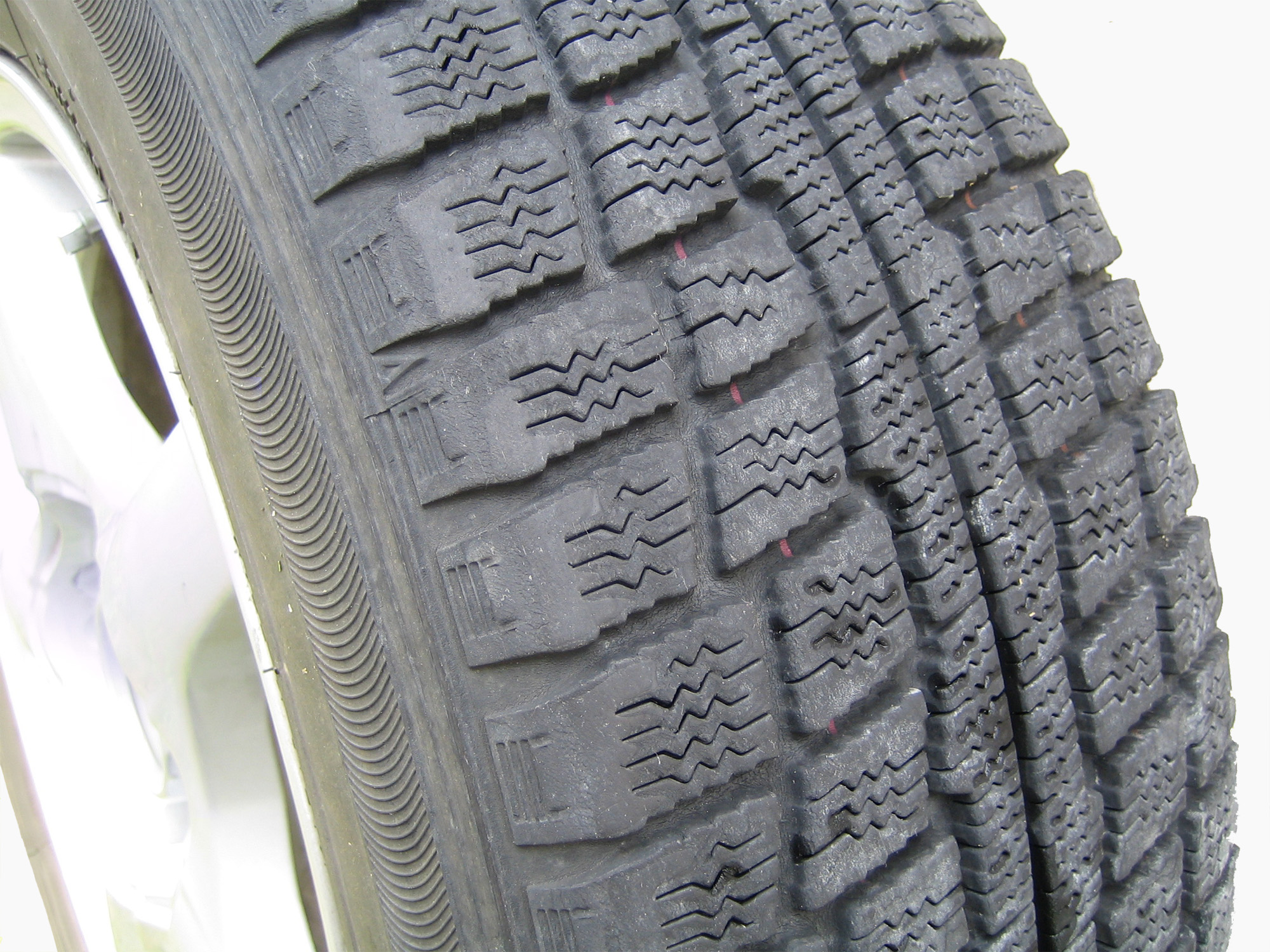
تعليق

تتميز إطارات الشتاء بتماسك أحسن على الثلج (و أيضا على السطوح المبتلة أو الموحلة) مقارنة مع الإطارات الصيفية. تملك هذه الإطارات نمطا أكثر عمق يسمح بتصريف الثلج والوحل بصفة فعالة وأخاديد عميقة وصفائح متعددة.
لا يطبق على هذه الإطارات أي معيار رسمي في أوروبا. رغم أننا نجد وسم « M+S » على جميع الإطارات الشتوية فإن الرمز الذي يمثل ندفة ثلج وجبلا والذي يسمى 3PMSF  هو الوحيد الذي يضمن أن الإطار إطار شتوي. وضع هذا الرمز من قبل الشركات المصنعة الأمريكية والكندية وبالتالي جميع الإطارات التي تحمل هذا الاختصار تصنف في فئة الإطارات الشتوية.

## الميزات التقنية
يختلف الإطار الشتوي عن الإطار الصيفي في الجوانب الآتية:

### من حيث مطاطه
يختلف الإطار الشتوي عن الإطار الصيفي من حيث مرونة مطاطه في درجات الحرارة المنخفضة، فهو يصبح فعالا عندما تنخفض درجة الحرارة إلى أقل من °7 (على عكس ذلك، عندما تفوق الحرارة هذه الدرجة يفقد الإطار الشتوي من أدائه).

### من حيث مداسه
يملك مداس الإطار الشتوي اختلافات نموذجية مقارنة مع الإطار الصيفي حيث نجد أن له نسبة أكبر من الثلم وعدد صفائح أكبر بخمسة مرات من صفائح الإطار الصيفي وأخاديد مركزية عريضة تسمح بتصريف الماء والثلج الذائب بصفة سريعة.

## نصائح
من المستحسن أن يملك السائق دائما نفس النوع من الإطارات وبنفس درجة التلف لكل الإطارات على نفس المحور وأن يراقب الضغط الذي يجب أن يفوق الضغط العادي بحوالي 0.2 بار (تخفض البرودة نسبة الضغط).

## هوامش ومراجع
1. ↑  إطارات M+S (الوحل والثلج) هل هي خاصة بفصل الشتاء ؟ اطلع عليه يوم 23/05/2013 نسخة محفوظة 27 مايو 2017 على موقع واي باك مشين.
2. ↑  إطارات M+S (الوحل والثلج) هل هي خاصة بفصل الشتاء ؟ اطلع عليه يوم 23/05/2013 نسخة محفوظة 28 أبريل 2015 على موقع واي باك مشين.